# 陳台證
陳台證（Taz Tan），新加坡作曲人，活躍於香港樂壇，他為楊千嬅所作的歌曲《撈月亮的人》更在2008年多個頒獎禮上奪得大獎。他的部分作品有古巨基的《愛恨交纏》、《黑仔》，楊千嬅的《集體回憶》、《撈月亮的人》，側田《遲鈍》等。

## 音樂作品

### 2004年
|                       |  |
| - 郭品超 - 終點（曲） |  |

### 2005年
| | |
| - S.H.E - 不想長大（編） - 古巨基 - 當年情（曲、編） - 古巨基 - 睡美人（曲、編、監） - 古巨基 - 天才與白痴（國）（監） - 古巨基 - 同班同學（曲、編、監） | - 古巨基 - 最終幻想（監） - 陳小春 - 媽媽的話（曲、詞、編、監） - 陳小春 - 啞忍（曲、編） - 鄭 融 - 對手（曲） |

### 2006年
| | |
| - 王浩信 - 分手不分開（編） - 古巨基 - 黑仔（曲、編、監） - 古巨基 - 愛恨交纏（曲、編） - 任家萱、呂建中 - 獨唱情歌（編） - 側 田 - 情永落（曲、編） | - 張信哲 - 做你的男人（詞、曲） - 陳小春 - 有鬼（編） - 鄭希怡 - 用完即棄（曲、監） - 鄭希怡 - 心虛（曲、編、監） |

### 2007年
| | |
| - 古巨基 - 自我安慰（曲、編） - 江若琳 - 大眼睛（曲、編、監） - 江若琳 - 撒嬌（曲、編、監） - 江若琳 - 傻豬（監） - 江若琳 - 傷情路（編、監） - 李蕙敏 - 女人不笨（曲、監） - 李蕙敏 - 最佳演員（曲、監） | - 側 田 - 遲鈍（曲、編） - 側 田 - 路人甲（曲、編、監） - 楊千嬅 - 集體回憶（曲、編、監） - 楊千嬅 - 只談風月不談戀愛（監） - 楊千嬅 - 最後今天（編、監） - 楊千嬅 - 人情世故（監） - 呂建中 - 延長比賽（編） |

### 2008年
| | |
| - 江欣慈 - 花不起（監） - 周麗淇 - 猜燈謎（編、監） - 徐 浩 - 半分鐘（曲） - 徐 浩 - Bad Girl（曲） - 徐 浩 - 一分鐘（曲） - 側 田 - 中環（曲、編） - 芮 恩 - 穿反（曲、編、監） - 黃宗澤 - 全角度愛你（編） - 黃宗澤 - Hey Boy（曲、編、監） - 黃宗澤 - 普天同愛（監） | - 楊千嬅 - 撈月亮的人（曲、編、監） - 楊千嬅 - 愛過（曲、詞、監） - 鄭希怡 - 我問你還會不會（曲） - 梁文音 - 弦外之音（曲） - 關心妍 - 毋忘我（編、監） - 關心妍 - 龐貝。21世紀（編、監） - 關心妍 - I'm ok（監） - 關心妍 - 傘子（監） - 關心妍 - 如有雷同（編、監） - 關心妍 - 放心（編、監） - 蘇永康 - 婚誡（曲、編） |

### 2009年
| |                                                                                                 |
| - 方皓玟 - I Wanna Be Strong（編） - 周麗淇 - 還是讓你走（編、監） - 泳 兒 Feat. 陳台證 - 愛妄想（曲、監） - 泳 兒 Feat. 陳台證 - Freedom of Love（曲、詞、監） | - 楊千嬅 - 圓缺（曲、詞、編、監） - 樂 瞳 - 微笑的魚（編、監） - 衛 蘭 - Rainbows（曲、編、監） |

### 2010年
| | |
| - JW - 戰勝服從（曲、編） - 周子揚 - 可惜所需不是我（曲、編、監） - 陳柏宇 - 一千種戀愛（曲、監） - 陳柏宇 - Rhythm Of Love（詞、監） - 陳柏宇 - 天使不哭（曲、監） - 陳偉霆 - Do You Wanna Dance（曲、編、監） - 陳偉霆 - Do You Wanna Dance（國）（曲、編、監） - 黃宗澤 - 越過高山越過谷（編） | - 黃宗澤 - BW1213（曲、編、監） - 陳慧琳 - 你讓我懂（曲） - 彭永琛 - 聽說你的愛（編、監） - 楊千嬅 - Ready Or Not（曲、編、監） - 樂 瞳 - 聖誕路人（監） - 蔡卓妍 - 抽離（編、監） - 鄭家維 - 也許只得你（曲） - 鄭嘉嘉 - 天堂鳥（編、監） |

### 2011年
| | |
| - Twins - 3650（曲、編、監） - Twins - 我們之間（編、監） - Twins - 留言牆（編、監） - 江若琳 - 太早（曲、編、監） - 江若琳 - One and Only（曲、編、監） - 吳雨霏 - 歸宿（編） - 周柏豪 - 後援（曲） - 周柏豪 - Smiley Face（曲） - 岳 薇 - 水漫金山（編、監） - 岳 薇 - 鐘樓上的月光（曲、監） - 岳 薇 - 水蒸氣（曲、編、監） - 泳 兒 - 人間蒸發（編、監） - 泳 兒 - 明天的事明天做（編、監） | - 泳 兒 - 在路上（監） - 泳 兒 - 無人駕駛（編、監） - 邰正宵 - 為你準備（曲、編、監） - 洪卓立 - 翅膀（編、監） - 洪卓立 - 嗌（曲、監） - 韋 雄 - 單身（曲） - 陳台證 - 雨（曲、詞、編、監） - 鄭 融 - 掃掃你（曲、編、監） - 鄭 融 - 輕飄飄（曲、詞、編、監） - 鍾舒漫 - It's A Beautiful Day（曲、監） - 鍾舒漫、洪卓立 - 傻瓜（編、監） - 鍾舒漫、洪卓立 - 傻瓜（國）（編、監） |

### 2012年
| | |
| - 王梓軒 - 兩人三腳（監） - 岳 薇 - 我蘇醒在綠光森林 - 鄭嘉嘉 - 親愛的維多利亞（曲、編、監） - 鄭嘉嘉 - 夏天事變（編、監） | - 鄭嘉嘉 - 未來已經過去（編、監） - 鄭嘉嘉 - 最愛（曲、編、監） - 鄭嘉嘉 Feat. 余文樂 - 最佳解答（曲、編、監） |

### 2013年
|                                                                                           |                                                                                           |
| - 周美欣 - 後知後覺（曲、編、監） - 鍾欣桐 - 慣性冬眠（監） - 鍾欣桐 - 桐花（曲、編、監） | - 鍾欣桐 - 小璇（編、監） - 鍾欣桐 - 你說的我都愛（編、監） - 鍾欣桐 - 我很幸福（編、監） |

### 2014年
|                                 |  |
| - 彭永琛 - 最熟悉的陌生人（監） |  |

### 2016年
|                                 |  |
| - 江若琳 - 原來我還愛著你（曲） |  |

### 2025年
|                               |  |
| - MC張天賦 - 目擊者（曲、編） |  |